# Europarlamentari della Grecia della V legislatura
Gli europarlamentari della Grecia della V legislatura, eletti in occasione delle elezioni europee del 1999, furono i seguenti.

## Composizione storica
| Europarlamentare           | Lista                                                    | Gruppo  |
| -------------------------- | -------------------------------------------------------- | ------- |
| Alexandros Alavanos        | Coalizione della Sinistra, dei Movimenti e dell'Ecologia | GUE/NGL |
| Konstantinos Alyssandrakis | Partito Comunista di Grecia                              | GUE/NGL |
| Ioannis Averoff            | Nuova Democrazia                                         | PPE-DE  |
| Emmanouil Bakopoulos       | Movimento Sociale Democratico                            | GUE/NGL |
| Alexandros Baltas          | Movimento Socialista Panellenico                         | PSE     |
| Giorgos Dimitrakopoulos    | Nuova Democrazia                                         | PPE-DE  |
| Petros Efthymiou           | Movimento Socialista Panellenico                         | PSE     |
| Christos Folias            | Nuova Democrazia                                         | PPE-DE  |
| Marietta Giannakou         | Nuova Democrazia                                         | PPE-DE  |
| Konstantinos Hatzidakis    | Nuova Democrazia                                         | PPE-DE  |
| Anna Karamanou             | Movimento Socialista Panellenico                         | PSE     |
| Giorgos Katiforis          | Movimento Socialista Panellenico                         | PSE     |
| Efstratios Korakas         | Partito Comunista di Grecia                              | GUE/NGL |
| Ioannis Koukiadis          | Movimento Socialista Panellenico                         | PSE     |
| Dimitrios Koulourianos     | Movimento Sociale Democratico                            | GUE/NGL |
| Rodi Kratsa-Tsagaropoulou  | Nuova Democrazia                                         | PPE-DE  |
| Minerva Melpomeni Malliori | Movimento Socialista Panellenico                         | PSE     |
| Ioannis Marinos            | Nuova Democrazia                                         | PPE-DE  |
| Emmanouil Mastorakis       | Movimento Socialista Panellenico                         | PSE     |
| Mihail Papayannakis        | Coalizione della Sinistra, dei Movimenti e dell'Ecologia | GUE/NGL |
| Ioannis Souladakis         | Movimento Socialista Panellenico                         | PSE     |
| Ioannis Theonas            | Partito Comunista di Grecia                              | GUE/NGL |
| Antonios Trakatellis       | Nuova Democrazia                                         | PPE-DE  |
| Dimitris Tsatsos           | Movimento Socialista Panellenico                         | PSE     |
| Christos Zacharakis        | Nuova Democrazia                                         | PPE-DE  |

## Modifiche intervenute

### Nuova Democrazia
- In data 04.09.2000 a Marietta Giannakou subentra Stavros Xarchakos.
- In data 24.03.2004 a Christos Folias subentra Meropi Kaldi.

### Movimento Socialista Panellenico
- In data 13.04.2000 a Petros Efthymiou subentra Myrsini Zorba.

### Partito Comunista di Grecia
- In data 30.01.2001 a Ioannis Theonas subentra Ioannis Patakis.

### Coalizione della Sinistra, dei Movimenti e dell'Ecologia
- In data 15.04.2004 a Alexandros Alavanos subentra Nikolaos Chountis.